# Flagge der Demokratischen Arabischen Republik Sahara

Rückseite der Flagge der Demokratischen Arabischen Republik Sahara

Die Flagge der Demokratischen Arabischen Republik Sahara (arabisch علم الجمهورية العربية الصحراوية الديمقراطية) ist in den panarabischen Farben Schwarz, Weiß, Grün und Rot gehalten und ist die Flagge der Freiheitsbewegung POLISARIO. 
Halbmond und Stern verweisen auf den Islam. Möglicherweise sind diese an die Flagge Algeriens angelehnt, da sich die POLISARIO ursprünglich stark am algerischen Regime orientiert hat.
Das Besondere an dieser Flagge ist, dass sich das Liek rechts statt links befindet (entsprechend der arabischen Schreibschriftrichtung von rechts nach links) und Halbmond und Stern auf der Rückseite fehlen. Allerdings wird die Flagge oft in der gespiegelten Version gezeigt.
Die Flagge wurde zur Ausrufung der Demokratischen Arabischen Republik Sahara am 27. Februar 1976 offiziell eingeführt.
Die Rückseite der Flagge Westsaharas ist identisch mit der Rückseite der Flagge Palästinas und der der Baath-Partei.